# Jesús Fernández González
Jesús Fernández González (Santa María de Ordás, 15 settembre 1955) è un vescovo cattolico spagnolo, dal 27 marzo 2025 vescovo di Cordova.

## Biografia
Jesús Fernández González è nato a Selga de Ordás, una piccola località nel comune di Santa María de Ordás, il 15 settembre 1955.

### Formazione e ministero sacerdotale
Dal 1966 al 1972 ha studiato lettere e latino presso il seminario minore di León. Dal 1972 al 1973 ha frequentato l'Istituto "P. Isla" di León. Dal 1973 al 1980 ha studiato filosofia e teologia nel seminario maggiore "San Froilán" di León.
Il 29 giugno 1980 è stato ordinato presbitero per la diocesi di León da monsignor Fernando Sebastián Aguilar. In seguito è stato parroco di Senra de Omaña e Lazado, due piccole località nel comune di Murias de Paredes, e incaricato di altri cinque paesi dal 1980 al 1982; parroco di Villaquilambre; formatore e professore al seminario minore "San Isidoro" dal 1982 al 1987 e rettore dello stesso dal 1987 al 1990. Dal 1990 al 1992 ha studiato per la licenza in filosofia presso la Pontificia Università di Salamanca dove ha anche completato i corsi per il dottorato. Tornato in diocesi è stato insegnante, formatore e direttore spirituale del seminario minore dal 1992 al 1997; parroco di Cuadros, amministratore parrocchiale di Valsemana e formatore presso il seminario maggiore "San Froilán" dal 1997 al 2003; vicario episcopale per la pastorale e per il clero dal 2003 al 2010 e vicario generale e per il clero e moderatore della curia dal 2010 al 2013.
È stato anche professore presso il Centro superiore di studi teologici dal 1992 al 2013 e presso l'Istituto superiore di scienze religiose dal 2001 al 2013.
È stato anche direttore del giornale diocesano Iglesia en León e per quindici anni cappellano della squadra di calcio Cultural y Deportiva Leonesa S.A.D., nella quale ha giocato in gioventù. Ha fatto parte anche del gruppo di vicari generali e per la pastorale consultori della commissione episcopale per la pastorale.

### Ministero episcopale
Il 10 dicembre 2013 papa Francesco lo ha nominato vescovo ausiliare di Santiago di Compostela e titolare di Rotdon. Ha ricevuto l'ordinazione episcopale l'8 febbraio successivo nella basilica cattedrale metropolitana di San Giacomo il Maggiore a Santiago di Compostela da Julián Barrio Barrio, arcivescovo metropolita di Santiago di Compostela, co-consacranti l'arcivescovo Renzo Fratini, nunzio apostolico in Spagna e Andorra, e Julián López Martín, vescovo di León.
L'8 giugno 2020 lo stesso papa lo ha nominato vescovo di Astorga. Ha preso possesso della diocesi il 18 luglio successivo con una cerimonia nella cattedrale diocesana.
Il 27 marzo 2025 lo stesso papa lo ha nominato vescovo di Cordova. Ha preso possesso della diocesi il 24 maggio successivo con una cerimonia nella cattedrale diocesana.
In seno alla Conferenza episcopale spagnola è presidente della sottocommissione per la beneficenza e l'azione sociale dal marzo 2020. In precedenza è stato membro delle commissioni per la pastorale sociale dal 2014 al 2020 e per la pastorale dal 2014 al 2017.
Ha anche tenuto ritiri, esercizi spirituali e conferenze per la formazione permanente del clero in diverse diocesi spagnole.
Ha anche scritto e pubblicato articoli su temi di filosofia, pastorale e spiritualità sacerdotale.

## Opere
- Vivir de la eucaristía: Las Celebraciones Dominicales en Ausencia de Presbítero, PPC, Madrid, 2012.

## Genealogia episcopale
La genealogia episcopale è:
- Cardinale Scipione Rebiba
- Cardinale Giulio Antonio Santori
- Cardinale Girolamo Bernerio, O.P.
- Arcivescovo Galeazzo Sanvitale
- Cardinale Ludovico Ludovisi
- Cardinale Luigi Caetani
- Cardinale Ulderico Carpegna
- Cardinale Paluzzo Paluzzi Altieri degli Albertoni
- Papa Benedetto XIII
- Papa Benedetto XIV
- Papa Clemente XIII
- Cardinale Marcantonio Colonna
- Cardinale Giacinto Sigismondo Gerdil, B.
- Cardinale Giulio Maria della Somaglia
- Cardinale Carlo Odescalchi, S.I.
- Cardinale Costantino Patrizi Naro
- Cardinale Serafino Vannutelli
- Cardinale Domenico Serafini, Cong. Subl. O.S.B.
- Cardinale Pietro Fumasoni Biondi
- Cardinale Antonio Riberi
- Cardinale Ángel Suquía Goicoechea
- Cardinale Antonio María Rouco Varela
- Arcivescovo Julián Barrio Barrio
- Vescovo Jesús Fernández González